# П'єтро Паоло Бонці
П'єтро Паоло Бонці (італ. Pietro Paolo Bonzi 1576, Кортона — 17 березня, 1636, Рим) — італійський художник  зламу XVI—XVII ст., майстер натюрмортів.

## Життєпис
Майбутній художник народився у місті Кортона.
Він був горбун і окрім справжнього імені був відомий Гоббо ді Карачі та Гоббо да Фрутті. Походив з родини столяра. Батько пристроїв сина у майстерню художника Джованні Баттіста Віола, котрийстворював пейзажі.
Працював у майстернях римських художників Аннібале Каррачі та Доменікіно, не пориваючи із створенням ідеальних пейзажів та натюрмортів з овочами і фруктами. Серед замовників художника — кардинал П'єр Паоло Крещенці та князь Колонна. Серед творів художника лише поодинокі мають підпис художника. Окрім картин олійними фарбами працював фрескістом.
Як помічник художника П'єтро да Кортона працював над декором в палаці Маттеї ді Джове. П'єтро Паоло Бонці працював також над декором у палаці Паллавічіні-Роспільйозі. Він також був членом римської академії св. Луки.
Помер у Римі 17 березня 1636 року.

## Перелік обраних творів
- «Натюрморт з овочами і фруктами», бл. 1620 р., приватна збірка
- «Пейзаж з річкою в Італії», перша третина 17 ст.
- «Пейзаж з отарою овець і пастухами», бл. 1621 р., Музей Капітоліні
- «Молодик в коморі з кошиком фруктів та кавуном»
- «Юнак з вінком на голові (Вакх ?) у коморі з фруктами і рибою»
- «Важка праця Адама і Єви на землі після вигнання з рая»
- «Молодичка з кошиками винограда, інжира та лимонами»
- «Пейзаж зі стадом і Нарцисом біля води»
- «Пейзаж з богинею Діаною та німфою Каллісто». Палаццо Пітті, Флоренція
- «Пейзаж з собакою»

## Галерея обраних творів

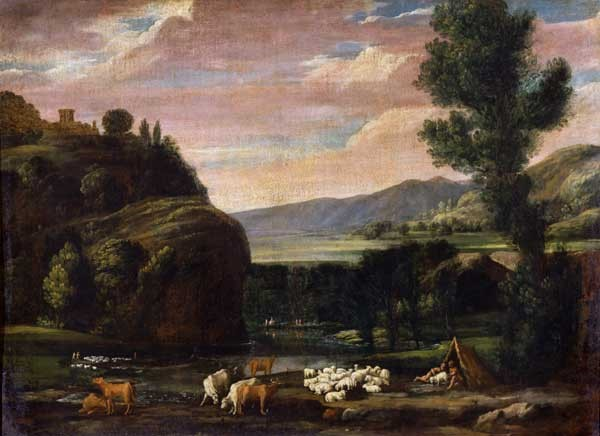
П'єтро Паоло Бонці. «Пейзаж з отарою овець і пастухами», бл. 1621 р., Музей Капітоліні
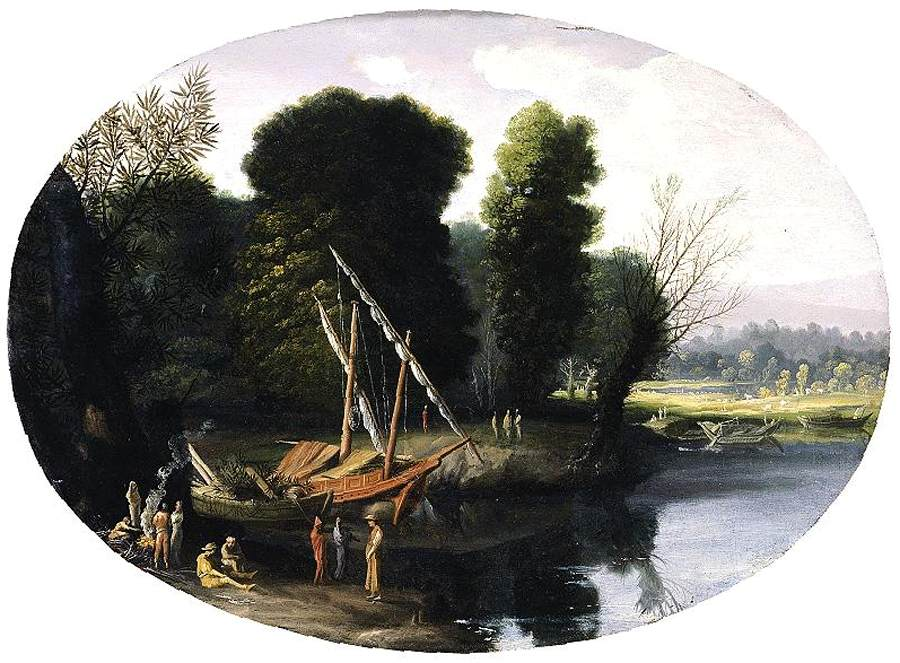
П'єтро Паоло Бонці. «Пейзаж з річкою в Італії», перша третина 17 ст.
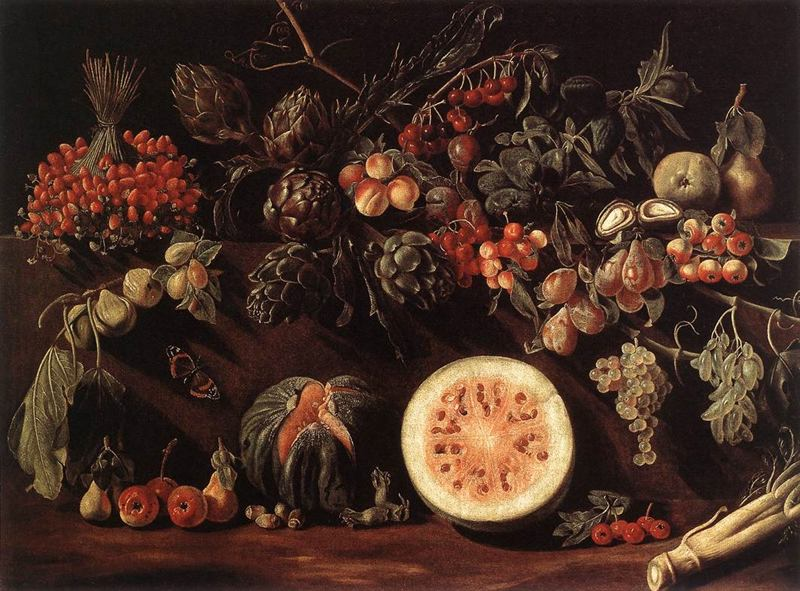
П'єтро Паоло Бонці. «Натюрморт з овочами і фруктами», бл. 1620 р., приватна збірка